# Leti, moja devočka, leti
Leti, moja devočka, leti (in russo Лети, моя девочка, лети?) è il nono album in studio della cantante russo-statunitense Ljubov' Uspenskaja, pubblicato il 7 luglio 2010 dalla 	CD Land Records.

## Tracce
1. Moja osennjaja ljubov' – 4:17 (Andrej Igolkin)
2. Tam, gde tebe net mesta – 4:23 (Andrej Igolkin)
3. Davaj načnёm snačala – 3:34 (testo: Tat'jana Beljančikova – musica: Andrej Igolkin)
4. Kareta – 4:10 (testo: Aleksandr Alov – musica: Arkadij Ukupnik)
5. Padari mne – 4:10 (Sergej Petrosjan)
6. Ja ne znaju – 3:20 (Andrej Igolkin)
7. Russkaja ljubov' – 4:26 (testo: Sergej Mudrov – musica: Georgij Barykin)
8. Ja ženščina – 3:16 (testo: Surat Rachimbabaev – musica: Vladimir Evzerov)
9. Leti, leti – 3:27 (Andrej Igolkin)
10. Vsё povtorilos' – 3:55 (testo: Tat'jana Beljančikova – musica: Andrej Igolkin)
11. Skripka – 3:50 (Nadežda Novosadovič)
12. Begi, begi – 3:47 (Leonid Agutin)

Durata totale: 46:35

## Formazione
- Ljubov' Uspenskaja – voce
- Anatolij Kotov – chitarra
- Andrej Igolkin – sassofono
- Vladimir Koržanovskij – cori
- Marija Makarova – cori
- Matil'da Pad – cori

## Classifiche
| Classifica (2010) | Posizione massima |
| ----------------- | ----------------- |
| Russia            | 12                |